# 中华人民共和国国家级典型地震遗址列表

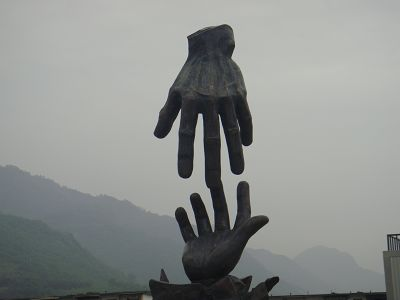
四川省绵竹市汉旺地震工业遗址纪念中心内的“大爱永生”雕塑。

国家级典型地震遗址，是中国地震局根据《中华人民共和国防震减灾法》认定的历史地震遗存。国家级典型地震遗址要求具有防震减灾科学研究价值、防震减灾宣传教育作用和对当代及后代防震减灾的借鉴意义。
1997年12月，第八届全国人大常委会第二十九次会议通过了《防震减灾法》，首次提出建立国家级典型地震遗址。2001年，重庆黔江小南海古地震遗址成为了全国首个国家级典型地震遗址，之后又相继批复设立了永胜红石崖大地震“天坑”遗址等5处典型地震遗址。
当前，中华人民共和国有4个省级行政区拥有国家级典型地震遗址。其中，山东、宁夏各有2处，而重庆、云南均占1处。

## 发展历史
1997年12月29日，第八届全国人民代表大会常务委员会第二十九次会议审议通过了《中华人民共和国防震减灾法》，经时任国家主席江泽民签署主席令公布，自1998年3月1日起施行。该法内容涵盖地震防灾、备灾、救灾、赈灾等部分。其中，此法第四十二条载明，“国家依法保护典型地震遗址、遗迹。典型地震遗址、遗迹的保护，应当列入地震灾区的重建规划。”有学者指出，该条款作为“国家级典型地震遗址”评定的基础法源，使得典型的地震遗址、遗迹依法受到保护。
2001年，经中国地震局批准，确定黔江小南海古地震遗址为首个国家级典型地震遗址。2005年，永胜红石崖大地震“天坑”遗址经审议获批为第二处国家级典型地震遗址。其后的2006年、2007年和2008年又进行了三轮评选，共将四处保护地列为国家级典型地震遗址。至此，中国地震局设立的国家级典型地震遗址共达6处。

## 评定标准
根据中国地震局的有关规定，国家级典型地震遗址应当符合以下标准之一：
1. 具有抗震设防研究价值的，包括震毁、震损及完好的典型建筑物、构筑物及遗址。
2. 具有地震科学研究价值的，重要地震断层、地形和地貌变动的遗址。
3. 具有灾害对策研究价值和重要警示教育意义的遗址或遗迹。
4. 经历过历史地震考验有重要史料价值的古建筑物。

根据《防震减灾法》之要求，在确定典型地震遗址、遗迹时，任何部门、单位和个人都可向震区县级以上人民政府提出保护典型地震遗址、遗迹的建议，再由县级以上人民政府地震行政主管部门将意见集中汇集，经由专家论证，将论证结果报中国地震局批准。经批准后，方可公布为“国家级典型地震遗址”。

## 遗址名录
| 名称                         | 位置                       | 发震日期       | 批准年份 | 遗址类型   | 描述 |
| ---------------------------- | -------------------------- | -------------- | -------- | ---------- | --- |
| 黔江小南海古地震遗址         | 重庆市黔江区               | 1856年6月10日  | 2001年   | 堰塞湖遗址 | 系1856年黔江地震的堰塞湖遗址。小南海堰塞湖湖面面积约2.87平方千米，总蓄水量约7020万立方米。该遗址处于渝东鄂西褶皱带内，以震旦系变质岩为基底，岩性以页岩、粉砂岩为主。该处遗址完整地保存了地震堰塞湖原始状态，保留了历史地震现场要素，具有地震科学研究价值。 |
| 永胜红石崖大地震“天坑”遗址   | 云南省丽江市永胜县         | 1515年6月17日  | 2005年   | 断层遗址   | 是1515年北胜地震的地质断层遗址。天坑遗址形似马蹄，由上部开口深200余米的坑和一个深约300米的狭窄山谷复合而成，总深度约500米，有“丹岩千尺，下临大河”之说。该处遗址为永北地震一系列遗址中具有代表性的一处，具有地震科学研究价值。                              |
| 郯城麦坡地震活断层遗址       | 山东省临沂市郯城县         | 1668年7月25日  | 2006年   | 断层遗址   | 为郯城大地震的地质断层遗址。郯城麦坡遗址位于郯庐断裂带中部，为该断裂带出露条件最好、剖面最典型的一段。出露部分南北长约2600米，东西宽约190米。断层两侧土壤分异，分别为中生代砖红壤和新生代深褐壤，有“一步亿年”之誉，具有地震科学研究价值。                  |
| 枣庄熊耳山崩塌开裂地震遗址   | 山东省枣庄市山亭区         | 1668年7月25日  | 2007年   | 滑坡遗址   | 属郯城大地震的地质滑坡遗址。熊耳山距地震震中约80千米，震害情况严重。该山局部山体因灾出现滑坡和岩石崩塌现象，如裂山山谷西侧的滑坡体和东侧的龙抓崖地区。有显著的历史地震次生地质灾害痕迹，具有地震科研价值和宣传教育意义。                                   |
| 西吉党家岔地震滑坡堰塞湖遗址 | 宁夏回族自治区固原市西吉县 | 1920年12月16日 | 2006年   | 堰塞湖遗址 | 乃海原大地震的堰塞湖遗址。党家岔堰塞湖湖面面积约186.60万平方米，总蓄水量约1120万立方米，堰容为1600万立方米。该遗址属串珠状堰塞湖群，由43座湖泊组成，规模较大、保存完整，是世界第二大震湖。                                                                 |
| 海原大地震遗迹遗址           | 宁夏回族自治区中卫市海原县 | 1920年12月16日 | 2008年   | 复合遗址   | 属海原大地震的文化及地质复合遗址。该处遗址系海原活动断层内各处遗迹点联合申报设立，涵盖震中方圆240千米区域内的断头沟、断尾沟、断塞塘、漕形谷、堰塞湖等地貌以及万人坟遗址等文化遗产，具有地震科研价值和史料价值。                                            |

## 遗存保护
全国人大常委会编订的《防震减灾法释义》中指出，“典型地震遗址、遗迹属于国家永久性保护的重要历史文化遗产，任何单位和个人都有依法保护的义务。”有研究者认为，国家级典型地震遗址对于探寻地震规律、监测预报、防震减灾具有重要意义。使用考古学方法研究地震历史，有助于地震考古学的形成。中国社会科学院考古研究所研究员叶茂林表示，对地震遗址的考古工作“不仅有助于认识地震变化发展的规律，而且能够通过研究这些规律，推算今后发生地震的概率，为地震预报提供一些重要的参考数据。”四川大学教授林向则认为，“对古代遗址、村落、墓葬等考古资料水平或垂直分布的变化进行判别，不失为研究历史地震的有效切入点。”
《防震减灾法》第四十三条及其第二款对破坏国家级典型地震遗址的行为作出了罚则规定，各级地震行政主管部门可对破坏遗址之行为处以最高十万元的罚款，并依法追究刑事责任。但也有报道指，部分国家级典型地震遗址的保护状况堪忧，正遭受着自然风化及人为破坏双重威胁。有记者发现，一些地震断层遗址沟壑甚至被附近村民开垦种上了庄稼。亦有地方地震部门呼吁应重视保护地震遗址，并指下一步会将遗址进行封闭式重点保护，或者建立地震遗址博物馆。